# 郏县站
郏县站位于中华人民共和国河南省平顶山市郏县，是郑渝高速铁路上的一座中间站，隶属于郑州局集团郑州直属站。车站为三等站，站内及相邻上下行区间均为电气化区段。车站办理旅客乘降，但不办理货运业务。

## 历史
2016年7月18日，郏县站开工建设。2018年3月3日站前广场开工。2019年12月1日，该站随郑渝高速铁路郑州东-襄阳东段开通运营而启用。

## 车站结构
郏县站规模为2台4线，设正线及到发线各2条，侧式站台2座。站房为线侧下式站房，建筑面积5997平方米，位于站场西北侧。旅客进出站形式为下进下出，并设有一条进出站地道连接站房及站台。

### 站场布局
| 西北↑ |      |                                      |  |
|       | 侧式 |                                      |  |
| 4道   | 1    | 郑渝高速铁路往郑州东方向（禹州）     |  |
| 2道   |      | 郑渝高速铁路上行正线（往郑州东方向） |  |
| 1道   |      | 郑渝高速铁路下行正线（往重庆北方向） |  |
| 3道   | 2    | 郑渝高速铁路往重庆北方向（平顶山西） |  |
|       | 侧式 |                                      |  |
| 东南↓ |      |                                      |  |

## 旅客列车目的地
截至2021年5月，郏县站每日停靠16列旅客列车，均为过路车。停靠列车目的地如下表所示：
| 列车所属路局 | 目的地                                         |
| ------------ | ---------------------------------------------- |
| 武汉局集团   | 襄阳东                                         |
| 郑州局集团   | 北京西、邓州东、汉口、南阳东、上海虹桥、郑州东 |